# Aldersakkoord
Het Aldersakkoord is het advies uit 2008 aan Camiel Eurlings, de toenmalige Nederlandse minister van Verkeer en Waterstaat en Jacqueline Cramer, zijn collega op Volkshuisvesting, Ruimtelijke Ordening en Milieubeheer.
Het advies is samengesteld onder leiding van Hans Alders binnen de Alderstafel Schiphol om te komen tot een door alle partijen aan de Alderstafel gedragen advies aan de regering om te komen tot:
- benutting van de milieuruimte voor Schiphol
- balans tussen de ontwikkeling van de luchtvaart, hinderbeperkende maatregelen, vergroten van de kwaliteit van de leefomgeving en de mogelijkheden voor gebruik van de ruimte rond de luchthaven.

De partijen waren afgevaardigden namens:
- luchtvaartsector
- bewoners
- regionale overheden

De volgende onderwerpen uit het advies worden vaak genoemd:
- Geldigheid voor periode bestaande uit gebruiksjaren 2010 t/m 2020 (1 november 2009 tot/met 31 oktober 2020[2]).
- Een en ondeelbaar: de verschillende onderdelen uit het advies zijn onlosmakelijk met elkaar verbonden.
- Beperking van aantal vliegtuigbewegingen van handelsverkeer tot (oorspronkelijk) 510.000 per gebruiksjaar exclusief zogenaamde algemene luchtvaart.
- Beperking van het aantal nachtvluchten tot 32.000 per gebruiksjaar.
- Sector zal inzetten op meer handelsverkeer vliegverkeer via o.a. de luchthavens Lelystad en Eindhoven voor zover de overheden hiervoor mogelijkheden creëren.
- 50/50 regel: de nationale overheid wordt aanbevolen om voor na 2020 een methode te bepalen waarbij milieuwinst voor de helft beschikbaar wordt gesteld als extra vliegtuigbewegingen en voor de andere helft als beperking van de milieu-impact.

Het advies bevat ook een aantal onderwerpen waarbij overheden niet betrokken bij het overleg verplichtingen aangaan, zoals bijvoorbeeld tussen Schiphol (onderdeel van delegatie luchtvaartsector) en de nationale rijksoverheid.
Het Aldersakkoord uit 2008 was per november 2018 door de regering niet volledig verankerd in wetgeving, maar wordt wel gehanteerd als een kader binnen regelgeving en communicatie tussen regering, Tweede Kamer en deelnemende partijen. Ook wordt incidenteel het synoniem Schipholakkoord gebruikt, soms zelfs in dezelfde publicatie. In november 2018 is het aantal van 32.000 vliegtuigbewegingen met handelsverkeer tijdens de nacht in de wet vastgelegd. Het aantal van 500.000 vliegtuigbewegingen is nog niet wettelijk verankerd zoals beschreven bij de toelichting op artikel I.B.
Het advies is aangevuld in 2012, 2013 en 2015. Het aanvullende advies in 2015 op het advies van 2008 behelst de reductie van het vliegtuigbewegingen van 510.000 naar 500.000 als compensatie voor een aantal aanpassingen.
Pogingen om te komen tot een tweede Aldersakkoord voor de periode tot 2030 op verzoek van minister Cora van Nieuwenhuizen zijn mislukt in januari 2019. Een evaluatie en tussentijds advies over de Omgevingsraad Schiphol is in december 2019 uitgebracht door Pieter van Geel.